# Tropidtamba pallidiplaga
Tropidtamba pallidiplaga är en fjärilsart som beskrevs av Swinhoe 1905. Tropidtamba pallidiplaga ingår i släktet Tropidtamba och familjen nattflyn. Inga underarter finns listade i Catalogue of Life.